# 小行星3803
小行星3803（英語：3803 Tuchkova）是一颗围绕太阳公转的小行星。1981年10月2日，柳德米拉·瓦斯列娜·朱然勒娃在克里米亚发现了此天体。
这颗小行星的绝对星等为278.0364895601049等。